# Abu Abd Allah al-Sheikh Muhammad ibn Yahya
Abu Abd Allah al-Sheikh Muhammad ibn Yahya, död 1504, var regerande sultan av Marocko mellan 1472 och 1504. Han tillhörde wattasidernas dynasti.